# Driver (videogioco)
Driver (noto come Driver: You Are the Wheelman in Nord America) è un videogioco di guida d'azione e il primo capitolo della serie Driver. Sviluppato da Reflections Interactive e pubblicato da GT Interactive Software, è uscito per PlayStation il 25 giugno 1999. Il gioco, ispirato agli inseguimenti automobilistici cinematografici, vede i giocatori guidare in quattro città statunitensi realmente esistenti utilizzando una varietà di veicoli, con la trama incentrata sul lavoro di un agente di polizia sotto copertura, John Tanner, che si infiltra in un gruppo criminale per indagare sulle loro operazioni.
Il gioco si è rivelato un successo commerciale all'uscita e ha ricevuto recensioni favorevoli da parte della critica. Versioni aggiuntive sono state pubblicate in date successive: due port per Microsoft Windows e Mac OS sono usciti rispettivamente l'11 ottobre 1999 e nel dicembre 2000; e i remake portatili per Game Boy Color, sviluppato da Crawfish Interactive e pubblicato da Infogrames, e per iOS, sviluppato e pubblicato da Gameloft, sono usciti rispettivamente nel maggio 2000 e l'8 dicembre 2009. Il gioco è stato ripubblicato su PlayStation Network il 14 ottobre 2008. Il successo del gioco ha portato a ulteriori sequel, tra cui Driver 2 nel novembre 2000 e Driv3r nel giugno 2004.

## Trama
John Tanner, detective della polizia di New York ed ex pilota automobilistico, viene inviato sotto copertura dal tenente McKenzie per indagare su un sindacato criminale guidato da Castaldi; McKenzie ordina a Tanner di andare a Miami e incontrare un protettore di nome Rufus. Dopo essere arrivato a Miami, Tanner usa le sue abilità di guida per mettersi alla prova con alcuni gangster in un parcheggio e diventa il loro autista per la fuga.
Tanner svolge lavori per vari criminali prima di incontrare Rufus, che incarica Tanner di salvare Jean-Paul, uno dei suoi soci. Rufus viene poi colpito dalla sua ragazza Jesse, che viene arrestata da Tanner, e lei rivela che Jean-Paul è ora a San Francisco.
Tanner si reca a San Francisco, dove incontra finalmente Castaldi e inizia a lavorare direttamente per lui. Incontra anche Rusty Slater, suo ex rivale in corsa, che lavora anche per Castaldi. Tanner scopre in seguito che Castaldi sta lavorando con un uomo di nome Don Hancock, che è in corsa per la presidenza. In seguito sospetta che Slater lo stia spiando e distrugge l'auto di Slater durante un inseguimento, provocando l'arresto di Slater.
Il sindacato di Castaldi si trasferisce a Los Angeles, dove Castaldi progetta di assassinare l'agente dell'FBI Bill Maddox. Tanner ordina a Leck, un socio di polizia, di assicurarsi che Maddox si presenti, altrimenti la sua copertura potrebbe saltare. L'assassinio non ha successo e la polizia tende un'imboscata ai gangster, costringendo Tanner a portarli in salvo. Tanner convince i gangster sospettosi che Slater ha detto alla polizia dell'assassinio pianificato. Leck in seguito dice a Tanner che McKenzie ha recentemente incontrato Marcus Vaughn, un agente dell'FBI corrotto che sta lavorando con Castaldi e Hancock.
Il sindacato si trasferisce quindi a New York, dove Castaldi pianifica un omicidio di alto profilo. A Tanner viene detto dai suoi soci di polizia che McKenzie vuole che si ritiri dall'operazione sotto copertura, poiché si preoccupa per la copertura di Tanner, e Leck dice a Tanner che Hancock ha corrotto diverse persone nell'FBI. Tanner rimane sotto copertura e continua a lavorare per Castaldi, intento a svelare il suo piano.
Alla fine Tanner scopre che Castaldi ha intenzione di assassinare il Presidente degli Stati Uniti e viene incaricato di guidare l'auto del Presidente. Tanner però ignora tutte le istruzioni e porta il presidente in salvo. McKenzie poi arriva e dice a Tanner che Castaldi e tutti i suoi soci, inclusi Hancock e Vaughn, sono stati arrestati; Tanner però sospetta che la polizia e l'FBI siano stati coinvolti con Castaldi, e se ne va, ignorando completamente McKenzie.

## Modalità di gioco
Il giocatore viene messo alla guida di svariate automobili da guidare attraverso quattro città degli Stati Uniti d'America (Miami, San Francisco, Los Angeles e New York) eseguendo missioni di varia tipologia. Il tutto è impostato con una curva di difficoltà crescente, in quanto le missioni verranno rese sempre più difficoltose dalla presenza della polizia, dai ritmi sempre più serrati e da condizioni meteorologiche avverse. Delle varie missioni è possibile eseguire il salvataggio del replay per poi modificarlo con vari effetti e inquadrature.
Il gioco era notevole al momento della sua uscita originale in quanto il giocatore era in grado di esplorare ogni città come un ambiente aperto.
Oltre alla modalità storia sono presenti vari sottogiochi in cui stabilire punteggi record e una modalità che permette di girare liberamente all'interno delle 4 città senza impegni.
Grande attenzione è stata riservata alla digitalizzazione delle quattro aree di gioco, come il doppiaggio, che però non è esente da qualche sbavatura dovuta alla conversione in lingua italiana di alcune battute gergali americane. Anche la resa delle varie autovetture è stata curata molto, con modelli di guida differenti e carrozzerie che si deformano in tempo reale in base agli urti ricevuti contro l'area di gioco o le autovetture del traffico ordinario.
Una quinta città bonus, Newcastle (dove ha sede Reflections Interactive), è sbloccabile nella versione PC attraverso il gameplay e nella versione PlayStation utilizzando un cheat device, ma non sono disponibili missioni e l'area giocabile è piccola.

## Iphone/Ipod Touch
Nel 2009, una versione rimasterizzata del gioco è uscita su App Store. Sviluppato e pubblicato da Gameloft, la trama e la struttura originali sono state lasciate intatte, ma la grafica è stata migliorata, la musica è stata rifatta e il doppiaggio è stato registrato nuovamente per i filmati.

## Accoglienza
Driver è stato un successo commerciale, con vendite superiori a 1 milione di unità entro l'inizio agosto 1999. Nel mercato tedesco, Driver per PlayStation ha ricevuto un premio 'Gold' dalla Verband der Unterhaltungssoftware Deutschland (VUD) entro la fine del mese di luglio, sono state vendute almeno 100.000 unità in Germania, Austria e Svizzera. Il comitato lo ha elevato allo status di "Platino" (200.000 vendite) entro la fine di settembre. Negli Stati Uniti, Driver per computer ha venduto 390.000 copie e ha guadagnato $ 3,8 milioni entro agosto 2006, dopo la sua uscita nell'ottobre 2000. È stato il 42° gioco per computer più venduto del paese tra gennaio 2000 e agosto 2006. A partire dal 2001 , ha venduto oltre 4 milioni di unità in tutto il mondo.
Alla sua uscita iniziale, Driver è stato accolto con giudizi molto positivi e consensi di critica. Le versioni PlayStation e iOS hanno ricevuto recensioni "favorevoli" secondo l'aggregatore di recensioni di videogiochi Metacritic.
Jeff Lundrigan ha recensito la versione PlayStation del gioco per Next Generation, valutandolo con quattro stelle su cinque e affermando che "il sogno di un appassionato di cinema, ma Driver è comunque fantastico anche se non sei un grande appassionato di film".
Douglass C. Perry di IGN ha dichiarato del gioco originale per PlayStation: "Nella storia dei giochi di guida per PlayStation, non c'è nulla che si avvicini all'esperienza completa, profonda e assolutamente piacevole che è radicata nel cuore di Driver [. ..] Soddisfa i desideri più profondi degli appassionati di guida di guidare il più velocemente possibile attraverso le principali città degli Stati Uniti e di andare a sbattere contro qualsiasi cosa senza ripercussioni. In questo senso, Driver è un sogno che diventa realtà". Ha continuato definendolo "uno dei migliori giochi di guida su qualsiasi sistema". Ben Silverman di Game Revolution è rimasto ugualmente colpito, dicendo: " Driver eccelle dove altri giochi hanno fallito trovando un perfetto equilibrio tra azione e realismo. Guidabilità della vettura è una meravigliosa miscela di veri fisica e funzionalità, non di arcade come nitpicky e sim orientati come Gran Turismo né come ridicolmente poco plausibili come SF Rush. La guida segue la formula "facile da imparare, difficile da padroneggiare" [...] Raramente un gioco affascina lo stoico e ipercritico ufficio di Game Revolution, ma Driver ha fatto proprio questo". Ryan MacDonald di GameSpot non era così entusiasta, dicendo: " Driver è un gioco che potrebbe essere mediocre nella sua presentazione ma più che compensato nel suo gameplay e concetto".
Mike Morrissey di IGN ha elogiato la qualità del porting per PC e ha dichiarato: "Sebbene la versione PC di Driver sia un porting abbastanza diretto dal titolo PlayStation uscito a luglio, i miglioramenti grafici sono evidenti, specialmente a risoluzioni di 800x600 e oltre con i dettagli al minimo. Sebbene ciò richieda un computer abbastanza veloce, l'effetto ne vale la pena. I frame rate uniformi rivelano belle trame per gli edifici e i dintorni, acqua traslucida nelle aree di Miami e, naturalmente, lens flare. Erik Wolpaw di GameSpot è rimasto un po' deluso dal port, ma questo è stato negato perché il gioco originale era così forte: "Come molti port da console a PC ,Il driver soffre di essere tradotto alla lettera e di sfruttare poco la piattaforma PC più potente. Tuttavia, il game disegn di base è così sorprendentemente originale e divertente che può essere goduto senza abbellimenti ' Hanno concluso che' è coinvolgente, intuitivo e divertente, che sono qualità a volte trascurati nella ricerca miope del settore di innovazione puramente tecnico . Con Driver, Reflections ha prodotto la ricostruzione definitiva del classico film di inseguimento urbano in auto e molto probabilmente ha introdotto un nuovo genere di gioco di guida".
Craig Harris di IGN ha elogiato la visuale dall'alto verso il basso e i controlli del porting per Game Boy Color e ha concluso: "Sono davvero piuttosto sorpreso di come Driver sia andato bene per il Game Boy Color. Mi aspettavo un gioco Point-A-to-B come Grand Theft Auto e ha ottenuto molto di più. Le missioni hanno elementi diversi per dare un po' più di varietà alla formula di base. Mancano alcuni dettagli dalla versione PlayStation, ma per quello che Crawfish ha dovuto lavorare con l'hardware, il team di sviluppo fatto un ottimo lavoro". Frank Provo di GameSpot è stato critico nei confronti del suono, ma a parte questo, ha detto: " Driver è la morbidezza personificata. Guidare è divertente ed emozionante, i livelli sono vari e i giochi secondari migliorano davvero le tue abilità nel gioco principale. Anche senza un risparmio di batteria e una funzione per due giocatori, non c'è davvero niente di grave di cui lamentarsi".
Altre recensioni della versione PlayStation:
- Ufficiale PlayStation Magazine: "Un concetto completamente nuovo nel mondo dei giochi di guida. Bello da vedere e fantastico da giocare. Steve McQueen ne sarebbe stato entusiasta." 9/10
- Next Station: "Un gioco di guida ricco di idee ben realizzate." 91%
- Superconsole PlayStation: "Originale, divertente, tecnicamente valido: uno dei migliori giochi del 1999."

All'E3 Game Critics Awards del 1999 , Driver ha vinto il "Miglior gioco di corse" e nel 2002 è stato classificato al n. 12 nella lista IGN dei "25 migliori giochi PlayStation".